# Référendum de Carinthie

Résultat par zone de vote.

Le référendum de Carinthie (en allemand : Kärntner Volksabstimmung ; en slovène : Koroški plebiscit) a lieu le 10 octobre 1920, à la suite du traité de Saint-Germain, pour déterminer si la population dans le sud-est de l'ancien duché de Carinthie souhaitait dépendre de la république d'Autriche ou du royaume des Serbes, Croates et Slovènes.

## Histoire
L'issue de la Première Guerre mondiale fut dramatique pour l'Empire multiethnique d'Autriche-Hongrie et en particulier pour la dynastie impériale des Habsbourg. L'empire fut ainsi découpé en plusieurs nouveaux états que sont l'Autriche, la Hongrie et l'État des Slovènes, Croates et Serbes (créé le 29 octobre 1918). Certaines zones furent également offertes au royaume d'Italie près de Trieste. L'État des Slovènes, Croates et Serbes devient le 1er décembre 1918 le royaume des Serbes, Croates et Slovènes.
Les délimitations exactes entre ces différents pays étaient pour le moins complexes et sujettes à des discussions tendues. Parmi ces zones conflictuelles se trouvait la Carinthie. Cette région appartenait depuis plusieurs siècles à la maison des Habsbourg. Il s'agissait en fait d'un duché (duché de Carinthie) dépendant de l'empire des Habsbourg. La population de la zone était composée de germanophones et de slovènes. Dans le royaume des Serbes, Croates et Slovènes, un certain nombre de personnes aurait souhaité annexer cette région dans un plan plus large visant à former un grand État slave qui aurait pu s'étendre de la Serbie au sud jusqu'à la Tchécoslovaquie au nord.
À la fin de la guerre, le président américain Woodrow Wilson insista pour que les populations pussent choisir elles-mêmes leurs propres destinées. La Carinthie disposait à l'époque d'une assemblée provisoire et décida de consulter sa population pour choisir sa destinée. Le sud de la zone était peuplée majoritairement par des populations de langue slovène tandis que le nord était majoritairement germanophone. La population aurait le choix de rejoindre l'Autriche germanophone ou le tout nouvel état slave du royaume des Serbes, Croates et Slovènes. Depuis des siècles, les populations slovènes avaient toujours vécu dans un empire multiethnique mais en grande partie dirigé par une élite germanophone. Au fil des années, un désir de création d'un état slovène était apparu dans certaines franges de la population slovène. Aucun État slovène en tant que tel n'avait existé depuis la Carantanie au IXe siècle.
Le Traité de Saint-Germain en 1919 devait dessiner la frontière entre l'Autriche et l'état slave. À cette époque, la zone était occupée au sud par des troupes slaves. Une petite partie de la Carinthie constituée de la vallée de la rivière Meža (Mießtal en allemand) et comprenant les localités de Dravograd (Unterdrauburg) et Jezersko (Ober Seeland) fut annexée d'office au Royaume slave. Cette zone appartient aujourd'hui à la zone historique de la Carinthie slovène mais aussi de la Haute-Carniole. Le traité décida de réaliser un référendum pour consulter la volonté des populations du reste de la Carinthie.
Le référendum sera réalisé en 1920. La région fut découpée par les alliés (victorieux de la guerre) en deux zones A au sud et B au nord en vue d'y faire deux référendums. La population de la zone A était en majorité slovène selon le dernier recensement effectué en 1910 tandis que la population de la zone B était à majorité germanophone. Une propagande intensive eut lieu avant le référendum pour motiver les votants. L'Autriche mettait en avant l'unité économique de la zone et la fraternité entre les slovènes et les germanophones de la région. Elle mettait en avant que la langue slovène serait considérée d'égal avec la langue allemande et dépeignait les conditions de vie difficiles présentes à ce moment dans le Royaume slave. Les partisans de l'état slave mettait en avant l'identité slovène et l'envie de création d'un état slovène à part entière. Le discours était particulièrement anti-germanique.
Le référendum, demandé par le Traité de Saint-Germain, eut finalement lieu le 10 octobre 1920 alors que les troupes slaves avaient dû quitter le territoire. Les populations de la zone B pouvaient toutefois voter dans la zone A si elles le souhaitaient. Cela favorisa probablement le camp germanophone.
Le résultat du référendum dans la zone A fut de 59,1 % pour un rattachement à l'Autriche. Vu que la zone A à majorité slovène avait voté pour rejoindre l'Autriche, on décida de ne pas effectuer un référendum dans la zone B car presque toute la population était germanophone, qui n'aurait pas accepté un autre choix que celui de l'Autriche. La zone ne sera ensuite plus jamais contestée, même après la Seconde Guerre mondiale lorsque les troupes yougoslaves occupèrent la région de Klagenfurt. Aujourd'hui, la frontière fait office de séparation entre l'Autriche et la Slovénie (république formée en 1991).

### Sources
- (sl) Janko Pleterski, Koroški plebiscit 1920. Ljubljana: Zveza zgodovinskih društev Slovenije, 2008.
- (en) Thomas M. Barker and Andreas Moritsch, The Slovene Minority of Carinthia. New York: Columbia University Press, 1984.